# Tom Carper
Thomas Richard Carper (* 23. ledna 1947, Beckley, Západní Virginie) je americký politik za Demokratickou stranu, někdejší vojenský důstojník a veterán války ve Vietnamu. V letech 2001 až 2025 byl senátorem USA za stát Delaware. V letech 1993 až 2001 byl guvernérem státu Delaware a předtím v letech 1983–1993 zastupoval Delaware v Kongresu Spojených států.